# Partibogen
Partibogen (russisk: Партийный билет) er en sovjetisk dramafilm fra 1936 instrueret af Ivan Pyrjev.
Partiledelsen i Sovjetunionen brød sig ikke om filmen, hvorfor Pyryev blev afskediget fra Mosfilm.

## Handling
Filmen foregår i 1930'ernes Moskva. På en af byens fabrikker dukker en ny arbejder op, Pavel Kurganov, der kommer fra Sibirien. Han er intelligent og flittig og bliver hurtigt produktionsleder på fabrikken. Hun gifter sig med fabrikkens mest produktive arbejder, Anna Kulikova. Alt ser fint ud, men det viser sig, at Pavel er spion, sabotør og fjende af folket, der blot har udnyttet Anna.
Som model for filmens hovedperson Pavel Kuganov havde forfatterne valgt den unge digter Pavel Vasiljev, der i 1930'erne havde ry for at være "vild". Vasiljev blev skudt i 1937.

## Medvirkende
- Andrej Abrikosov som Pavel Kurganov
- Anatolij Gorjunov som Fjodor
- Igor Malejev som Jasja
- Ada Vojtsik som Anna